# Turgut, Yatağan
Turgut là một thị trấn thuộc huyện Yatağan, tỉnh Muğla, Thổ Nhĩ Kỳ. Dân số thời điểm năm 2011 là 2.011 người.